# 創星のアクエリオン
『創星のアクエリオン』（そうせいのアクエリオン）は河森正治が監督を務めるSFロボットアニメ。OVA全2巻。前編『裏切りの翼』（2007年5月25日発売）と後編『太陽の翼』（2007年11月22日発売）の2本、計108分で構成される。
2007年9月22日より、この2本をベースに1本の作品にまとめあげた劇場用映画『劇場版アクエリオン ─創星神話篇─』が全国各地で順次ロードショーされた（完全新作短編『劇場版アクエリオン ─壱発逆転篇─』と併映）。

## 概要
2005年にテレビ東京系の深夜枠で放送された『創聖のアクエリオン』の世界観・設定・キャラクターなどを継承したパラレル作品（タイトルも『創聖』ではなく『創星』である）。
もともとはTV版のダイジェスト総集編として企画された作品だったが、社内的に紆余曲折あった後、完全新作OVAとして世に出ることになった（河森曰く“TV版の生まれ変わり”）。この結果、TV版から設定やキャラクターの立ち位置などに若干の変更が加えられ、また話の流れはTV版とはかなり異なる物となっている。骨子となるストーリーの中に「ギャグ調のお気楽さ、おバカさ」や「真面目に馬鹿をやる話」を多く織り交ぜていたTV版と違い、全編においてシリアスな雰囲気が強調された作りである。また、アポロ・シルヴィア・シリウスの三角関係を主に描いたTV版に対し、アポロ・シルヴィア・麗花の三角関係を描いている。
OVA版を再編集したうえで新規カットが付け足された劇場版「創星神話篇」の終盤では、その戦いの余波により並行世界であるTV版の世界に影響が及び、TV版のストーリーが始まったという解釈がなされている。
他方で劇場版「壱発逆転篇」はTV版の挿話で、冒頭の温泉入浴シーンはCDドラマ「温泉合体アクエリオン」シリーズとの繋がりを感じさせる。ここでも不動GENによる不思議な特訓を経て新必殺技を開花させるというパターンが踏襲される。「壱発逆転篇」は2011年6月30日にBS11で、7月7日にTOKYO MXで、TV初登場となった。

## ストーリー
一万二千年前。天と地が分かれて間もない頃。生きるために人を狩る堕天翅と、それに反旗を翻した人間達の戦いがあった。
その戦いの中で、殺戮の天翅“アポロニアス”は１人の人間の女性・セリアンと出会い、恋に落ちる。愛するセリアンのためアポロニアスは自らの翅を捨て人間達の側につき、機械の天使「アクエリオン」を作り上げる。アポロニアスはセリアン、そして人間の青年スコルピオスと共にアクエリオンを駆り、天翅と戦った。だが、頭翅に誘惑されたスコルピオスの裏切りによりアポロニアスは命を落としてしまう。戦いは人間側の勝利により終結したが、愛する人を喪ったセリアンは嘆き哀しんだ。
そして現代。長き眠りから目覚めた堕天翅族は、アポロニアスの魂を呼び戻すため、また未だ目覚めぬ同族を目覚めさせるために、それに必要なプラーナを得ようと大規模な人間狩りを行っていた。一方人間達もそれに対抗するために「ディーバ」という組織を設立し、一万二千年前と同じく堕天翅族への反撃を開始する。
戦いの最中、ディーバのエレメント、シルヴィアと麗花は、森に住む野生児の少年アポロと出会う。自然を愛し、それを侵すもの全てを敵と見做すアポロに対し、始めは反感を覚えるシルヴィアと麗花だったが、ふとしたきっかけから彼がアポロニアスの生まれ変わりではないかという疑問を抱き……。

## 登場人物
ここではOVA版で描写される設定について述べる。TV版での詳細については創聖のアクエリオン#登場人物を参照のこと。

### ディーバ / エレメントスクール
アポロ（APOLLO）
声 - 寺島拓篤
本作の主人公。太陽の翼・アポロニアスの転生者でもある。自然の中で自然と共に生きる少年。推定13歳。森の中に生きる生物たちや木々と会話することができ、彼らと時に家族のように、時に友人のように暮らしてきた。育ての親である「ジジイ」が他界する際に自らの住む森一帯を護るように言われて以来、森の守護者として生きてきた。正義感と責任感が強く、ゆえに攻撃的になることも多いが、本来は心の優しい純粋な少年である。TV版ではかなり幼い性格で、話が進むに連れ精神が成熟していったが、今回は始めからかなり落ち着いた性格となっている。
シルヴィア・ド・アリシア（Silvia De ALISIA）
声 - かかずゆみ
本作のヒロイン。旧アリシア王国の王女。14歳。物語序盤で頭翅との戦いで唯一の肉親である兄シリウスを亡くすが、悲しみに打ちひしがれることなく気丈に振舞い、堕天翅と戦い続ける健気な少女。エレメント能力は"サイコキネシス"。当初はアポロに対し反感を抱いていたが、次第に彼の真っ直ぐな性格を認め、心を許す。TV版とは違い、普段は髪を下ろしていて、戦いに出るときのみ髪を結い上げる。記憶錯誤により、自身はスコルピオスの転生者だと思っていたが、実際には"'セリアンの転生者"'である。
紅 麗花（こう・れいか / HONG Lihua）
声 - 小林沙苗
本作のもう一人のヒロイン。ディーバに所属するエレメントの中でもかなりの優等生。15歳。身体能力および戦闘能力が高く、体術に長けている。真面目な性格で、アポロニアスやセリアンの転生者の覚醒に希望を抱く周囲とは違い、転生者に頼らず自分たちのみで戦っていくべきだ、という信念を抱いている。TV版では自らを取り巻く不幸に振り回されるネガティブな人間だったが、OVA版では裏切り者であるスコルピオスの転生者としての苦悩が描かれている。また、その境遇を頭翅に利用される。記憶錯誤により、自身はセリアンの転生者だと思っていたが、実際には"'スコルピオスの転生者"'である。
シリウス・ド・アリシア（Sirius De ALISIA）
シルヴィアの兄。16歳没。剣術に長け、右腕から高速震動を発生させそれを剣に伝達し物を断ち切る力を増幅させる能力を持っている。優秀なエレメントで、アポロニアスの生まれ変わりと噂されていた。しかし、堕天翅との戦いの最中、頭翅の乗るケルビム兵と交戦し、命を落としてしまう。
ピエール・ヴィエラ（Pierre VIEIRA）
声 - 小野坂昌也
炎を自在に操る力を持つ、陽気なムードーメーカー。17歳。仲間思いで、熱い性格。本作ではエレメントたちのリーダーを務めているような描写がある。TV版と違い、女好きではない。物語終盤に音翅の自爆に巻き込まれ、つぐみ・ジュンと共に殉死する。
グレン・アンダーソン（Glen ANDERSON）
声 - 風間勇刀
心優しい性格で、麗花に好意を寄せている。17歳。重力を操る力を所持している。幼い頃の夢は、大異変以前に計画されていた有人木星探査計画に志願すること。堕天翅との戦いの影響で計画が頓挫した現在でも、自作ロケットの製作、打ち上げを行うなど宇宙にかける情熱は潰えていない。TV版では一話で重傷を負ってディーバを離隊し、後に新国連軍所属として復帰したが、OVA版ではディーバのエレメントとして健在である。
つぐみ・ローゼンマイヤー（Tsugumi ROSENMEIER）
声 - 日笠山亜美
機械弄りが得意な少女。15歳。ちょっとドジで、天真爛漫な性格。眼鏡がトレードマーク。自身の感情の昂りを引き金に、自身の周囲に爆発を起こす能力を持つ。物語終盤に音翅の自爆に巻き込まれ、ピエール・ジュンと共に殉死する。
ジュン・リー（Jun LEE）
声 - 阪口大助
天才ハッカーの少年。14歳。オタク気質。眼鏡がトレードマーク。フィルムやデジタル画面にイメージを念写する能力を持っている。物語終盤に音翅の自爆に巻き込まれ、殉死する。
クルト・クーリック（Kurt KLICK）
声 - 朴璐美
二卵性双生児のテレパシスト。クロエの弟。14歳。顔立ち・声・性格全てが姉と非常に良く似ている。
クロエ・クーリック（Chloe KLICK）
声 - 朴璐美
二卵性双生児のテレパシスト。クルトの姉。14歳。顔立ち・声・性格全てが弟と非常に良く似ている。ピエールに好意を寄せている。
リーナ・ルーン（Rena RUNE）
声 - 佐藤ひろ美
創星の書を元に様々な予言をする盲目の少女。年齢不詳。霊感が強く、周囲の環境や人の心をオーラの形状、色などで判断することが出来る。その力に加え浮遊能力・テレポート能力も持っているが、普段は車椅子を使って移動している。
不動GEN（ふどう・ゲン / GEN FUDO）
声 - 石塚運昇
神速の魔術師と呼ばれる、年齢不詳の男。ディーバの司令官兼エレメントたちの教官。魔術師の名に相応しく、人の心を読み取ったり、あらゆる場所へ一瞬で移動したりすることができる。「ディーバのため」でも「人類のため」でもなく、「地球のため」に行動している。
ソフィア・ブラン（Sophia BELIN）
声 - 玉川紗己子
サイコセラピストの女性。27歳。エレメントたちの心のケアを担当し、また司令室ではGENやジェロームへのアドバイザー的な役目も果たしている。
ジャン・ジェローム・ジョルジュ（Jean-Jerome JORGE）
声 - 飛田展男
ディーバの副指令を務める。軍事や防衛学を中心に数々の博士号を持ち、また13ヶ国語を習得している学者タイプの男。24歳。真面目で堅い性格で、悪く言えば融通が利かない。堕天翅の猛攻に対し確かな戦果が挙げられない現状にやや焦り気味。

### 堕天翅族
聖天翅・頭翅（トーマ / TOMA）
声 - 森川智之
頭に翅を持つ堕天翅族の前線指揮官。元はアポロニアスの恋人。アポロニアスの魂の復活を果たすため、そしていまだ結晶の中に封じられたままの仲間たちを封印から解き放つために人間狩りを進める。麗花を惑わし利用して状況を翻弄するなど暗躍した。物語終盤にアポロと翅の契りを交わし、お腹に子を孕むも流れる。アポロ・シルヴィア・麗花の攻撃に斃れる。
音楽翅・音翅（オトハ / OTOHA）
声 - 兵藤まこ
女性の姿をした堕天翅。現在の頭翅の恋人。腕から垂れ下がった翅をハープのように奏でることができ、その音色は様々な現象を引き起こす。現在目覚めている数少ない堕天翅の1人。心から頭翅を愛しているがTV版と違い、嫉妬する事はなく、頭翅をピエール・つぐみ・ジュンの攻撃を自身に当てさせ自爆する。
老賢翅・夜翅（ヨハネス / JOHANNES）
声 - 青森伸
蝙蝠の翅を持つ堕天翅の最長老。現在目覚めている数少ない堕天翅の1人。天翅族の完全なる復活を望み、頭翅に対し更なる人間の収穫を命令する。

### 一万二千年前、アクエリオンに乗って戦った3人
太陽の翼・アポロニアス（Apollonius）
守護天翅として最強の力を持っていた太陽の翼。強大な力をもって人間を狩り続け、その残忍な性格から殺戮の天翅と人間達からは呼ばれた。しかし、天翅と人間の戦いの最中、セリアンという１人の人間の女性と出会い、恋に落ちる。以後は翅を捨て、セリアンやスコルピオスに人間とはどのような生き物で天翅とどこが相異なるのかを教わる。天翅に対抗すべく、“機械天使アクエリオン”を作り上げ、セリアン、スコルピオスと共にそれに搭乗して戦場へ赴いた。激戦の末、天翅の都アトランディアを亜空間に沈め人間を勝利に導いた直後スコルピオスの裏切りに会い、命を落とす。1万2000年後に人間の少年・アポロとして転生する。
セリアン（Celiane）
天翅に反旗を翻した人類の先頭に立ち、力の差に臆することなく勇敢に戦った女戦士。たった1人で敵地に乗り込む勇ましさと、あらゆる生命を愛する慈愛の心を合わせ持つ、美しい女性。1万2000年後に自身の子孫であるアポロニアスの翅を受け継ぐ人間の少女・シルヴィアに転生する。
スコルピオス（Scorpius）
声 - 斎賀みつき
人類最後の砦であった都市を治めるリエール大公の息子で、アポロニアスを人類側へ迎え入れるために尽力した。アポロニアスと共に生活し戦ううちに、天翅の翅が持つ強大な力に魅了され、自らも翅を欲するようになる。そうして膨れ上がった欲を頭翅につけこまれ誘惑されたスコルピオスは、人類と天翅の戦争の最終局面でアポロニアスを裏切り後ろから刺すという凶行に走ってしまう。1万2000年後に人間の少女・紅 麗花として転生する。

## メカニック
詳しくは『アクエリオン』および『堕天翅族の兵器』を参照のこと。

### アクエリオン
一万二千年前にアポロニアスが天翅との戦いのために作り上げた“機械天使”。現代ではその所在は不明となっていたが、『裏切りの翼』のラストにて復活、アポロ・シルヴィア・麗花を乗せ頭翅のケルビム兵と戦う。"アクエリオン"として作中で呼ばれる唯一の機体であり、強攻型と区別するために「神話型」と呼ばれることもある。

### 強攻型ベクターマシン
オリジナルのアクエリオンを模して作られた人工の量産型アクエリオン。今作ではディーヴァが所有している設定となっており、かなりの数が量産されている。TV版ではアクエリオンがまず存在し、それを解析した上で製造された量産型、という位置づけだが、OVA版では創星の書に記されたアクエリオンのデータを元に量産されたという設定である。なお、本作品中ではアクエリオンと呼ばれるのはオリジナル一機のみとされ、作中では強攻型ベクター、ないしベクターマシンの呼称で統一されている。

## 限定愛蔵版特典CD
OVA第一巻『裏切りの翼』および第二巻『太陽の翼』の限定愛蔵版（初回限定版）に特典として付属するCD。CDドラマ全六話と、声優による主題歌などのカバーが収録されている。CDドラマはOVA版の特典だが、TV版の挿話としてもOVA版の挿話としても捉えられる形となっている。ただし「全くのパラレルワールドではなく、一万二千年前の出来事は同じ」（「AQUARION COMPLETE BOOK―太陽の翼―」20ページより河森正治発言）なので、一万二千年前に関する挿話は両者共通となる。

### 『裏切りの翼』ドラマCD
『裏切りの翼』限定愛蔵版に付属するカラーブックレット「AQUARION COMPLETE BOOK―裏切りの翼―」によれば、CDドラマの登場人物はアポロ・シルヴィア・頭翅・麗花・シリウス・グレン・ピエール・つぐみ・ジュン・リーナ。ただしCDドラマ「闇の翼」にはアポロニアスも登場する。
「闇の翼」
脚本：河森正治、演出：河森正治
堕天翅頭翅が、かつてアポロニアスと過ごした日々を回想する。アクエリオンの「禁断の翼」としての出自が語られる。
「あの青空へ」～麗花の思い出～
脚本：廣田恵介、演出：河森正治
麗花が、自分がディーバにやってきたばかりの頃の、シリウスとグレンとの思い出を振り返る。
「温泉合体アクエリオン―ピエールはみた!? アリシア湯けむりツアー事件簿―」
脚本：廣田恵介、演出：河森正治
ディーバ基地の地下に存在する秘湯へやってきたエレメントたちのドタバタ劇。

### 『太陽の翼』スペシャルCD
『太陽の翼』限定愛蔵版に付属するカラーブックレット「AQUARION COMPLETE BOOK―太陽の翼―」によれば、CDドラマの登場人物はシルヴィア・麗花・シリウス・ピエール・ジュン・つぐみ・ジェローム・ダニエル（声 - てらそままさき）・ソフィア・アリシア姫（声 - 戸松遥）・翅犬ポロン（声 - 吉原ナツキ）・アポロニアス（声 - 寺島拓篤）・セリアン（声 - かかずゆみ）・リエール大公（声 - 小野坂昌也）。
―Drama Part―
「温泉合体アクエリオンII―女三人地下迷宮! 大地の中心で合体を叫んだシリウスの冤罪とは?―」
脚本：廣田恵介、演出：河森正治
「温泉合体アクエリオン」の続編。
「ジェロームの告白」
脚本：廣田恵介、演出：河森正治
ジェローム副司令の悩みごとがつづられる。
「一万二千年の足跡」
脚本：河森正治、演出：河森正治
アリシア王国誕生秘話。アクエリオンのコアクリスタルにアポロニアスの翅が埋葬されたことが語られる。
―Song Part―
「創聖のアクエリオン（エレメント合体Ver.）」
歌：アポロ（声 - 寺島拓篤）、シルヴィア（声 - かかずゆみ）、麗花（声 - 小林沙苗）
「Go Tight!（エレメント合体Ver.）」
歌：アポロ・シルヴィア・麗花
「荒野のヒース（リーナ・ルーンVer.）」
歌：リーナ（声 - 佐藤ひろ美）
「一万二千年の足跡」に登場する人物の紹介
アリシア・ド・アポロニアス (Alisia De APOLLONIUS)
声 - 戸松遥
アポロニアスとセリアンの娘。人と天翅の二つの命を受け継ぐ。両手に翅を持ち、その力をふるうことができるが、CDドラマでは最後に「封じの腕輪」を付けられる。アリシア家の始祖。
翅犬ポロン (POLLON)
声 - 吉原ナツキ
アポロニアスとアリシアのペット。セリアンにも懐く。翅を持ち、プラーナを餌とする。嗅覚による捜索を得意とする。
TVシリーズの続編『アクエリオンEVOL』で、アポロの前世であることが明らかになった。
リエール大公
声 - 小野坂昌也
魔道士スコルピオスの父親で、本人も魔道士。人類最後の砦であった都市を治める。CDドラマでは「内なる炎」を「光の風」に変えてセリアンをアクエリオンの下へと転送した。
転生に関する河森正治アイディアの紹介

## スタッフ
- 原作：河森正治、サテライト
- 監督・アクエリオンデザイン：河森正治
- 副監督：菊地康仁
- シリーズ構成・脚本：大野木寛、河森正治
- キャラクター原案：金田榮路
- キャラクターデザイン：藤川太
- コンセプトデザイン：OKAMA
- メカニックデザイン：高倉武史
- モニタグラフィックデザイン：佐山善則
- ゲストキャラクターデザイン：入江篤
- デザイン協力：宮武一貴
- 美術監督：吉原俊一郎
- 色彩設計：中山久美子
- CGIアニメーション監督：井野元英二
- CGIテクニカルディレクター：八木下浩史
- CGIディレクター：高橋将人
- モニタグラフィックワーク：笹倉逸郎
- 撮影監督：高橋なおみ
- 編集：竹内康晃
- 音楽：菅野よう子、保刈久明
- 音響監督：三間雅文
- 音響効果：倉橋静男
- 音楽プロデューサー：佐々木史朗、太田敏明
- 音楽制作：ビクターエンタテインメント、ボーダーライン
- アニメーション制作：サテライト
- プロデューサー：岩崎篤史、峯岸卓生、高野れい子、里吉純、葛西励
- 製作：Project AQUARION（メディアファクトリー、博報堂DYメディアパートナーズ、東北新社、バンダイ）

## 主題歌
裏切りの翼 エンディングテーマ「素足」
作詞 - 岩里祐穂 / 作曲・編曲 - 菅野よう子 / 歌 - AKINO from bless4
裏切りの翼 挿入歌 / 太陽の翼 エンディングテーマ「創聖のアクエリオン」
作詞 - 岩里祐穂 / 作曲・編曲 - 菅野よう子 / 歌 - AKINO from bless4

## DVD/Blu-ray

### 創星のアクエリオン
- 発売：メディアファクトリー

| 題名                            | 発売日         | 品番                                    | 備考                                                                             |
| ------------------------------- | -------------- | --------------------------------------- | -------------------------------------------------------------------------------- |
| 創星のアクエリオン -裏切りの翼- | 2007年5月25日  | 限定愛蔵版：ZMBZ-3331 通常版：ZMBZ-3332 | 限定愛蔵版は描き下ろしBOXケース・ドラマCD・ 特典映像・カラーブックレット付き     |
| 創星のアクエリオン -太陽の翼-   | 2007年11月22日 | 限定愛蔵版：ZMBZ-3341 通常版：ZMBZ-3342 | 限定愛蔵版は描き下ろしBOXケース・スペシャルCD・ 特典映像・カラーブックレット付き |

### 劇場版アクエリオン
- 発売：メディアファクトリー

| 題名                                       | 発売日        | 品番               |
| ------------------------------------------ | ------------- | ------------------ |
| 劇場版アクエリオン -壱発逆転篇-            | 2008年2月22日 | DVD：ZMBZ-3871     |
| 劇場版アクエリオン -創星神話篇&壱発逆転篇- | 2008年12月5日 | Blu-ray：ZMXZ-4340 |